# Обидва гострі аргументи
Оби́два го́стрі аргуме́нти (лат. argumenta ambigua або communia) є поширеним видом помилки в тезі при обговоренні рішень, коли міркування людини побудоване на довільно обраних, вигідних лише їй альтернативних умовах, завдяки яким можна доводити все, що завгодно. Подібним умовиводам, звичайно, з однаковим правом можна протиставити протилежний умовивід. Так, твердження "він був великий, тому що йому сприяла вдача", ми трансформуємо в зовсім протилежне твердження "йому вдача сприяла, тому що він був великий".

## Приклади
Наприклад, коли одного разу певний міністр звинуватив спікера, що той приклеївся до крісла Голови парламенту, то теж саме у відповідь міг би сказати й керівник Верховної Ради України про самого міністра, котрий також приклеївся до свого владного ("на жаль" не власного) крісла. Подібні речі може говорити неупереджена і не зацікавлена в цій справі особа, що є посередником між посадовцями, а саме тільки та людина, яка не має "крісла" або подібної владної посади, а зовсім не керівники великих державних установ і ще один проти одного.
На докір "думку Путіна, щодо війни на Донбасі не змінять ні санкції, ні надання Україні летального озброєння" можна відреагувати так: "її змінять і санкції, і забезпечення України летальним озброєнням одночасно".
Отже, argumenta ambigua слід використовувати обережно і з оглядкою, тому що опонент може миттєво обернути його проти вас і не на вашу користь. Щодо цього в народі говорять: "швидко йди — ти доженеш лихо, йди тихо — тебе дожене лихо". Одним словом, застосування цього прийому означає вміння досягати всього лат. fas atque nefas, тобто всіма правдами й кривдами.